# Manuel Busquier Sáez
Manuel Busquier Sáez (Alacant, 5 de febrer de 1963) és un militar espanyol.
El 1980 va ingressar a l'Acadèmia General Militar a Saragossa i posteriorment passà a l'Acadèmia d'Artilleria de Segòvia, on el 1985 es va graduar com a tinent. Simultàniament es va llicenciar en ciències físiques. Alhora ha rebut formació tant en l'Exèrcit de Terra com en la NATO
Ha desenvolupat la seva carrera militar als Regiments d'Artilleria Antiaèria (RAAA) núm. 71 i 73, del Centre d'Instrucció Roland i Mistral com a capità, del Grup ASPIDE del RAAA núm. 73 com a Tinent Coronel i, ja de Coronel, del RAAA núm.71. Entre el 2000 i el 2001 va exercit com a analista d’operacions i plans del quarter general multinacional de la KFOR. Posteriorment va ser destinat com a comandant a Iraq, on va parcipar a la batalla de Najaf el 4 d'abril de 2004. Després va ser destinat la Caserna General Suprema de les Potències Aliades a Europa a Bèlgica, on va ser nomenat oficial de projecte del manteniment del Manual de Sistema de Gestió de Crisi de l'OTAN.
El maig de 2016 fou ascendit a general de brigada i nomenat Cap de l'Estat Major de la Força Logística Operativa a la Corunya. El 2018 fou nomenat subdirector de la Gestió de Personal de la Direcció del Comandament de Personal de l'Exèrcit de Terra i el 2019 fou ascendit a general de divisió i nomenat director de personal.
El 27 de gener de 2022 fou ascendit a tinent general i nomenat Inspector General de l'Exèrcit de Terra amb seu a Barcelona, en substitució de Fernando Aznar Ladrón de Guevara.